# Castell de Siurana (Alt Empordà)
El Castell de Siurana és un edifici de Siurana (Alt Empordà) declarat bé cultural d'interès nacional.

## Descripció
Les restes conservades del castell de Siurana són molt escasses, situades al voltant de l'església de Santa Coloma de Siurana i integrades dins de construccions modernes. De la torre de la presó, de planta circular, només són visibles unes poques restes dins un pati particular. A Can Pau, a l'oest del que seria el recinte fortificat, es conserva la base atalussada d'una altra torre integrada dins l'edifici actual. Al carrer de Baix, on estaria situat el barri fora muralles, es conserva l'arrancada d'un arc de mig punt, conegut com el portal del Pes de la Llana, construït probablement en un moment posterior al del castell.

## Història
És un castell termenat documentat el 1231.
L'any 2009 es va portar a terme una excavació arqueològica amb motiu de les obres de millora de la plaça de l'Església. Durant aquests treballs es van trobar restes de murs, els quals no s'han considerat part de l'estructura defensiva.